# 劉壽愻
劉壽愻（1370年—？），字叔順，浙江紹興府餘姚縣人，民籍，明朝政治人物。同進士出身。

## 生平
縣學生，浙江鄉試第十五名。建文二年（1400年）庚辰科會試第六十七名，殿試登進士三甲。

## 家族
曾祖劉嵩之、祖父劉文彬，父亲劉尹原。